# Omurtag
Omurtag ili Omortag Graditelj (bug. Омуртаг) (? – ?, 831. ili 832.), bugarski kan od 816. do 831. godine, sin bugarskog kana Kruma iz dinastije Dulo. Nije odmah naslijedio prijestolje nakon smrti svoga oca, nego poslije nekoliko godina interregnuma. Godine 816. sklopio je tridesetogodišnji mir s bizantskim carem Lavom V. Armencem (813. – 820.), a 822. godine poduprio je cara Mihaela II. (820. – 829.) tijekom ustanka Tome Slavena.
Godine 824. uspostavio je diplomatske odnose s Franačkom u vrijeme vladavine cara Luja I. Pobožnog (814. – 840.). Unatoč tome, bugarska flota je 827. godine uplovila u Savu, Dunav i Dravu te je iz Posavske Hrvatske protjerala franačku vojsku i podvrgnula to područje Omurtagovoj vlasti.
U njegovo vrijeme započelo je pokrštavanje Bugarske. Naslijedio ga je najmlađi sin Malamir.

## Vanjske poveznice
- Omurtag Hrvatska enciklopedija
- Omurtag Proleksis enciklopedija

| Vladarske titule | Vladarske titule         | Vladarske titule   |
| ---------------- | ------------------------ | ------------------ |
| prethodnik Krum  | bugarski kan 816. – 831. | nasljednik Malamir |